# Лужков Юрій Михайлович
Ю́рій Миха́йлович Лужко́в (21 вересня 1936, Москва — 10 грудня 2019, Мюнхен, Німеччина) — російський державний і політичний діяч.
2-й Мер Москви з 6 червня 1992 по 28 вересня 2010. Обіймав цю посаду 18 років. Восени 2010 року звільнений «у зв'язку з втратою довіри Президента Росії Дмитра Мєдвєдєва». Наступником Лужкова на посаді мера Москви став Сергій Собянін. Співголова владної партії «Єдина Росія», але після відставки подав заяву про вихід із партії.

## Життєпис

### Радянський період
Закінчив інститут нафтохімічної і газової промисловості ім. Губкина. У 1968 році вступив в КПРС. У 1980 став генеральним директором НВО «Нефтехимавтоматіка», в 1987 — першим заступником голови Московського міського виконавчого комітету.

### Московський мер
У липні 1991 року Лужков був запропонований на пост віце-мера Москви і голови московського уряду головою Московської Ради Гаврилом Поповим як досвідчений господарник і затверджений голосуванням депутатів.
6 червня 1992 року Указом Президента Росії Єльцина Лужков був призначений мером Москви і згодом чотири рази (1996, 1999, 2003, 2007) переобирався на цю посаду (набравши відповідно 88,5 %, 69,9 %, 74,8 % голосів виборців і 32 з 35 голосів депутатів Мосгордуми; віце-мером разом з Лужковим два перші рази обирався В. П. Шанцев, посада перестала бути обираною).
Член Ради Федерації (1995—2002).

### Москва за Лужкова
За час перебування Лужкова на посту мера зовнішній вигляд Москви зазнав значних змін: знесено і побудовано багато нових будівель, автомобільних доріг і транспортних розв'язок. Критики звинувачують Лужкова в потуранні необґрунтованому зносу будинків, що мають історичну цінність, порушенні міського ландшафту, що історично склався, і засміченню міста скульптурами «сумнівної художньої цінності».
Москва — центр ділової активності Росії, осереддя найбільших фінансових операцій. Рівень добробуту москвичів, зокрема прожитковий мінімум, значно перевершує рівень інших регіонів. Ряд критиків звинувачує Юрія Лужкова в корумпованості московської виконавчої влади і потуранні зрощенню міської влади і капіталу. Ці звинувачення, проте, жодного разу не були доведені до розгляду в суді. Одним з пунктів критики Юрія Лужкова також часто називають статки його дружини Олени Батуриної, котрі за оцінками Forbes складають $2,3 млрд.

### Політична діяльність
Взяв сторону президента Бориса Єльцина під час російської політичної кризи 1993 року.
Член Державної ради при Президенті РФ, представник Російської Федерації в палаті регіонів Конгресу місцевих регіональних властей Європи, член Комітету Ради Федерації з бюджету, податкової політики, валютному регулюванню, банківській діяльності.
З кінця 1998 — лідер Загальноросійської політичної громадської організації «Отчизна», нині співголова Вищої Ради Всеросійської політичної партії «Єдина Росія».
Юрій Лужков постійно намагався набути політичної популярності[джерело?] в Росії на почуттях туги за імперією. Зокрема, стосовно України, він заперечував належність Криму і Севастополя Україні і виступав проти ратифікації Думою великого україно-російського договору зі взаємним визнанням кордонів (в чому зазнав поразки), підтримував Віктора Януковича на президентських виборах 2004 року.
Отримав жорстку критику у вересні 2010 року від російських провладних телевізійних каналів. 28 вересня 2010 президент Росії Дмитро Медведєв відправив Юрія Лужкова у відставку з посади мера Москви з формулюванням «через втрату довіри».

### Сім'я
З першою дружиною, Мариною Башиловою, одружився 1958 року. У них народилися два сини — Михайло і Олександр. Марина померла 1989 року. 1991 року Юрій Лужков одружився вдруге, з Оленою Батуриною. У цьому шлюбі народилися дві дочки — Олена (1992) і Ольга (1994).
Дружина Лужкова — Олена Батурина — підприємець-мільярдер, найбагатша жінка Росії, власниця компанії «Інтеко». Компанія здійснює численні будівельні і виробничі контракти на території Москви і інших регіонів РФ.

### Імідж
Характерні риси іміджу Юрія Лужкова: постійний головний убір — кепка; хобі — розведення бджіл, великий теніс. Кілька років тому в одному з московських парків встановлена статуя мера-тенісиста. Мед з своїх пасік Лужков любив підносити в подарунок з будь-яких урочистих нагод.
Лужков любив з'являтися на публіці на різних святах і урочистостях, з ентузіазмом просуваючи й захищаючи інтереси свого міста. По московському телеканалу його зазвичай показували при відвідуванні чергового будівельного об'єкта на чолі численної групи заступників і підлеглих або таким, що лає недбайливих працівників міських служб. Серйозно захоплювався бджільництвом.
30 березня 2010 року Севастопольська міськрада звернулася до президента Віктора Януковича з проханням про зняття статусу персони нон грата з мера Москви Юрія Лужкова.

### Публікації
Автор понад 200 друкованих праць, а також книг з проблем соціально-економічного розвитку Росії; має понад 50 винаходів.
Не маючи вченого ступеня, Лужков проте є почесним професором РАН, МГУ, Академії праці і соціальних відносин, низки російських і зарубіжних університетів, академік низки академій Росії.

## Виноски
1. ↑  Encyclopædia Britannica
2. ↑  Munzinger Personen
3. ↑  Юрий Лужков скончался в Мюнхене — РЕН ТВ, 2019.
4. ↑  Iouri Loujkov, ancien maire de Moscou, est mort // Le Monde / J. Fenoglio — Paris: Société éditrice du Monde, 2019. — ISSN 0395-2037; 1284-1250; 2262-4694
5. ↑  https://www.lavanguardia.com/vida/20191210/472167198039/fallece-yuri-luzhkov-alcalde-de-moscu-entre-1992-y-2010.html
6. ↑  https://mundo.sputniknews.com/rusia/201912101089586172-fallece-el-exalcalde-de-moscu-yuri-luzhkov/
7. ↑  https://www.washingtonpost.com/local/obituaries/yuri-luzhkov-transformative-moscow-mayor-dies-at-83/2019/12/10/158ed11c-1b3f-11ea-8d58-5ac3600967a1_story.html
8. ↑  Чеська національна авторитетна база даних
9. ↑  Forbes List Directory. Форбс. Архів оригіналу за 16 лютого 2023. Процитовано 17 лютого 2023. (англ.)
10. ↑  Архівована копія. Архів оригіналу за 30 вересня 2007. Процитовано 2 жовтня 2007.{{cite web}}:  Обслуговування CS1: Сторінки з текстом «archived copy» як значення параметру title (посилання)